# Saint-Maur (Gers)
Saint-Maur é uma comuna francesa na região administrativa de Occitânia, no departamento de Gers. Estende-se por uma área de 13,84 km². Em 2010 a comuna tinha 144 habitantes (densidade: 10,4 hab./km²).